# Dosso (region)
Dosso – region w południowo-zachodnim Nigrze. Stanowi jeden z 7 regionów państwa. W 2011 roku zamieszkiwany był przez 2 078 339 mieszkańców. Siedzibą administracyjną jest miasto Dosso.

## Położenie
Region Dosso graniczy z :
- Nigerią na południowym wschodzie i wschodzie,
- Beninen na południu,
- regionem Tahoua na północy i północnym wschodzie,
- regionem Tillabéri na zachodzie.

## Podział administracyjny
Region składa się z 5 departamentów:
|    | Nazwa departamentu | Ośrodek adm.   | Powierzchnia (km²) | Liczba mieszkańców (2011) |
| -- | ------------------ | -------------- | ------------------ | ------------------------- |
| 1. | Boboye             | Birni N’Gaouré | 4794               | 372 904                   |
| 2. | Dogondoutchi       | Dogondoutchi   | 11 936             | 682 289                   |
| 3. | Dosso              | Dosso          | 8587               | 488 509                   |
| 4. | Gaya               | Gaya           | 4446               | 349 794                   |
| 5. | Loga               | Loga           | 4081               | 184 843                   |

## Demografia
Zmiany liczby ludności i struktury płci w latach 2006 – 2011:
|           | 2006      | 2007      | 2008      | 2009      | 2010      | 2011      |
| Razem     | 1 783 482 | 1 839 972 | 1 897 603 | 1 956 476 | 2 016 690 | 2 078 339 |
| Mężczyźni | 881 873   | 909 805   | 938 302   | 967 413   | 997 187   | 1 027 671 |
| Kobiety   | 901 609   | 930 167   | 959 301   | 989 063   | 1 019 503 | 1 050 668 |